# 아사지 시노부
아사지 시노부(일본어: 浅茅 しのぶ あさじ しのぶ[*], 1925년 11월 14일 - )는 일본의 배우이다. 오사카부 출신이다. 시모사와 사무소에 소속되어 있었다.

## 약력
다카라즈카 가극단 출신이다 (28기생, 재단 1938년 - 1954년). 동기로는 1963년부터 1976년까지 츠키구미 조장을 지낸 미야마 시구레가 있다. 재단 당시 성적은 29명 중 16등이다.
다카라즈카 가극단 재단 중이었던 1953년 6월 13일, 베를린 국제영화제 참석 차, 야마구치 요시코, 카와키타 나가마사, 이나가키 히로시, 고쇼 헤이노스케 감독과 함께 서독으로 출발했다. 같은 해 7월 29일, 이나가키 감독과 함께 귀국했다.
1954년 1월 31일에 다카라즈카 가극단을 퇴단했다. 최종출연 공연 연목은 호시구미 공연 『장미의 대지』이다.
다카라즈카 퇴단 후에는 영화. 무대. 텔레비전 드라마에 출연했다.
특기는 일본무용이다.